# Campeonato Nacional de Guinea
El Campeonato Nacional de Guinea, también llamado Guinée Championnat National en francés, es la máxima división del fútbol de Guinea, el torneo se disputa desde 1965 y es organizado por la Federación Guineana de Fútbol.
La liga es profesional desde el 2015. El equipo campeón y subcampeón obtienen la clasificación a la Liga de Campeones de la CAF mientras que el tercero Copa Confederación de la CAF.

## Equipos temporada 2022-23

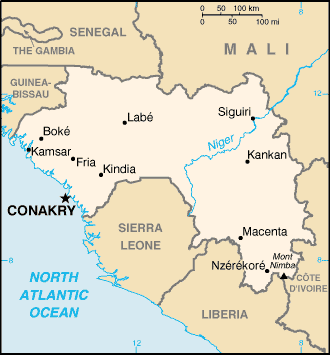
Guinea.

| Equipo                 | Ciudad    |
| ---------------------- | --------- |
| Académie Soar          | Coyah     |
| Ashanti Golden Boys    | Siguiri   |
| Fello Star             | Labé      |
| Flamme Olympique FC    | Conakri   |
| Hafia FC               | Conakri   |
| Horoya AC              | Conakri   |
| AS Kaloum Star         | Conakri   |
| CI Kamsar              | Kamsar    |
| Milo FC                | Kankan    |
| AS Mineurs             | Sangarédi |
| Renaissance Conakry FC | Conakri   |
| Satellite FC           | Conakri   |
| FC Séquence            | Conakri   |
| Wakriya AC             | Boké      |

## Palmarés
| Temporada | Campeón                                      | Subcampeón                                   |
| --------- | -------------------------------------------- | -------------------------------------------- |
| 1965      | Conakry II                                   |                                              |
| 1966      | Conakry II                                   |                                              |
| 1967      | Conakry II                                   |                                              |
| 1968      | Conakry II                                   |                                              |
| 1969      | Conakry I                                    |                                              |
| 1970      | AS Kaloum Star                               |                                              |
| 1971      | Hafia Conakry FC                             |                                              |
| 1972      | Hafia Conakry FC                             |                                              |
| 1973      | Hafia Conakry FC                             |                                              |
| 1974      | Hafia Conakry FC                             |                                              |
| 1975      | Hafia Conakry FC                             |                                              |
| 1976      | Hafia Conakry FC                             |                                              |
| 1977      | Hafia Conakry FC                             |                                              |
| 1978      | Hafia Conakry FC                             |                                              |
| 1979      | Hafia Conakry FC                             |                                              |
| 1980      | AS Kaloum Star                               |                                              |
| 1981      | AS Kaloum Star                               |                                              |
| 1982      | Hafia Conakry FC                             |                                              |
| 1983      | Hafia Conakry FC                             |                                              |
| 1984      | AS Kaloum Star                               |                                              |
| 1985      | Hafia Conakry FC                             |                                              |
| 1986      | Horoya AC                                    |                                              |
| 1987      | AS Kaloum Star                               |                                              |
| 1988      | Horoya AC                                    |                                              |
| 1989      | Horoya AC                                    |                                              |
| 1990      | Horoya AC                                    |                                              |
| 1991      | Horoya AC                                    |                                              |
| 1992      | Horoya AC                                    |                                              |
| 1993      | AS Kaloum Star                               |                                              |
| 1994      | Horoya AC                                    |                                              |
| 1995      | AS Kaloum Star                               |                                              |
| 1996      | AS Kaloum Star                               |                                              |
| 1997      | Cancelado                                    | Cancelado                                    |
| 1998      | AS Kaloum Star                               |                                              |
| 1999      | No hubo campeonato                           | No hubo campeonato                           |
| 2000      | Horoya AC                                    |                                              |
| 2001      | Horoya AC                                    | Satellite FC                                 |
| 2002      | Satellite FC                                 | AS Kaloum Star                               |
| 2003      | ASFAG Conakry                                |                                              |
| 2004      | Campeonato anulado por razones financieras   | Campeonato anulado por razones financieras   |
| 2005      | Satellite FC                                 | Fello Star de Labé                           |
| 2006      | Fello Star de Labé                           | AS Kaloum Star                               |
| 2006–07   | AS Kaloum Star                               | Fello Star de Labé                           |
| 2097–08   | Fello Star de Labé                           | Horoya AC                                    |
| 2008–09   | Fello Star de Labé                           | Horoya AC                                    |
| 2009–10   | Fello Star de Labé                           | Atlético de Coléah                           |
| 2010–11   | Horoya AC                                    | Fello Star de Labé                           |
| 2011–12   | Horoya AC                                    | Atlético de Coléah                           |
| 2012–13   | Horoya AC                                    | Satellite FC                                 |
| 2013–14   | AS Kaloum Star                               | Horoya AC                                    |
| 2014–15   | Horoya AC                                    | AS Kaloum Star                               |
| 2015–16   | Horoya AC                                    | AS Kaloum Star                               |
| 2015–17   | Horoya AC                                    | Wakriya AC                                   |
| 2017–18   | Horoya AC                                    | Hafia Conakry FC                             |
| 2018–19   | Horoya AC                                    | Hafia Conakry FC                             |
| 2019–20   | Abandonado debido a la pandemia del COVID-19 | Abandonado debido a la pandemia del COVID-19 |
| 2020–21   | Horoya AC                                    | CI Kamsar                                    |
| 2021–22   | Horoya AC                                    | Académie Soar                                |
| 2022–23   | Hafia Conakry FC                             | Horoya AC                                    |
| 2023–24   | Milo FC                                      | Hafia Conakry FC                             |
| 2024–25   | Horoya AC                                    | Renaissance Conakry FC                       |

## Títulos por club
| Club                               | Ciudad  | Campeón | Años campeón |
| ---------------------------------- | ------- | ------- | --- |
| Horoya AC                          | Conakri | 20      | 1986, 1988, 1989, 1990, 1991, 1992, 1994, 2000, 2001, 2011, 2012, 2013, 2015, 2016, 2017, 2018, 2019, 2021, 2022, 2025 |
| Hafia FC (Incluye Conakry II)      | Conakri | 17      | 1965, 1966, 1967, 1968, 1971, 1972, 1973, 1974, 1975, 1976, 1977, 1978, 1979, 1982, 1983, 1985, 2023                   |
| AS Kaloum Star (Incluye Conakry I) | Conakri | 12      | 1969, 1970, 1980, 1981, 1984, 1987, 1993, 1995, 1996, 1998, 2007, 2014                                                 |
| Fello Star                         | Labé    | 4       | 2006, 2008, 2009, 2010                                                                                                 |
| Satellite FC                       | Conakri | 2       | 2002, 2005 |
| ASFAG Conakry                      | Conakri | 1       | 2003 |
| Milo FC                            | Kankan  | 1       | 2024 |

## Clasificación histórica
A continuación, se muestra la tabla histórica del Campeonato Nacional de Guinea desde el profesionalismo en la temporada 2015-16 hasta la terminada 2021-22.
| Pos. | Equipos                | PJ  | G   | E  | P  | GF  | GC  | Dif. | Pts. |
| ---- | ---------------------- | --- | --- | -- | -- | --- | --- | ---- | ---- |
| 1    | Horoya AC              | 165 | 122 | 26 | 17 | 309 | 71  | +238 | 392  |
| 2    | Hafia FC               | 165 | 73  | 56 | 36 | 218 | 138 | +80  | 275  |
| 3    | AS Kaloum Star         | 166 | 62  | 56 | 48 | 176 | 151 | +25  | 245  |
| 4    | Wakriya AC             | 144 | 62  | 51 | 31 | 179 | 124 | +55  | 237  |
| 5    | AS Ashanti Golden Boys | 165 | 58  | 50 | 57 | 140 | 156 | -16  | 224  |
| 6    | CI Kamsar              | 166 | 56  | 56 | 54 | 174 | 160 | +14  | 221  |
| 7    | Fello Star             | 166 | 60  | 39 | 67 | 174 | 197 | -23  | 219  |
| 8    | Satellite FC           | 166 | 44  | 43 | 79 | 145 | 226 | -81  | 175  |
| 9    | ASFAG Conakry          | 139 | 40  | 42 | 57 | 139 | 168 | -29  | 162  |
| 10   | Académie Soar          | 117 | 42  | 33 | 42 | 119 | 135 | -16  | 159  |
| 11   | Eléphant Coléah FC     | 117 | 26  | 35 | 56 | 112 | 162 | -50  | 113  |
| 12   | Gangan FC              | 100 | 26  | 33 | 41 | 90  | 114 | -24  | 111  |
| 13   | Flamme Olympique FC    | 88  | 20  | 28 | 40 | 82  | 122 | -40  | 88   |
| 14   | Renaissance Conakry FC | 78  | 21  | 23 | 34 | 85  | 107 | -22  | 86   |
| 15   | Santoba FC             | 65  | 20  | 21 | 24 | 77  | 93  | -16  | 81   |
| 16   | Milo FC                | 52  | 21  | 14 | 17 | 62  | 57  | +5   | 74   |
| 17   | Atlético Coléah        | 74  | 16  | 22 | 36 | 60  | 100 | -40  | 70   |
| 18   | Loubha FC              | 65  | 13  | 20 | 32 | 58  | 103 | -45  | 59   |
| 19   | Soumba FC              | 48  | 14  | 13 | 21 | 38  | 63  | -25  | 55   |
| 20   | FC Séquence            | 26  | 8   | 5  | 13 | 30  | 28  | +2   | 29   |
| 21   | AS Mineurs             | 0   | 0   | 0  | 0  | 0   | 0   | 0    | 0    |